# Brăești (Buzău)
Brăeşti é uma comuna romena localizada no distrito de Buzău, na região de Valáquia. A comuna possui uma área de 46.70 km² e sua população era de 2491 habitantes segundo o censo de 2007.